# Подъячев, Семён Павлович
Семён Па́влович Подъя́чев (27 января [8 февраля] 1866, село Никольское-Обольяново, Дмитровский уезд, Московская губерния, Российская империя — 17 февраля 1934, село Никольское-Обольяново, Дмитровский район, Московская область, РСФСР, СССР) — русский крестьянский писатель.

## История
Родился в бедной крестьянской семье в селе Никольское-Обольяново (Дмитровский уезд Московской губернии), которое позже было переименовано в его честь — Подъячево. В 1880 окончил сельскую школу, затем некоторое время учился в Александровском техническом училище (Череповец). Не окончив училища, странствовал по России, перебиваясь случайными заработками (наборщиком в типографии, сторожем на железной дороге, дворником, сезонным рабочим, угольщиком). В 1888—1890 был секретарём редакции иллюстрированного журнала «Россия» в Москве, издававшегося купцом Пашковым. Там же опубликованы его первые рассказы.
В конце 1890-х годов возвратился в родное село, вёл крестьянскую жизнь, батрачил. В 1901 году дарование Подъячева открыл Владимир Короленко, который печатал его прозу (проведя большую редакторскую работу) в журнале «Русское богатство» в 1902—1909 годах. Их переписка продолжалась до 1917 года. В 1911—1914 года вышел его шеститомник. В 1916 году Подъячев стал председателем Союза крестьянских писателей.
В 1918 году вступил в ВКП(б), занимал в родном селе ряд постов (заведовал Отделом народного образования, был секретарём партячейки), корреспондентом Дмитровского отделения РОСТА. Организовал приют для детей-сирот, создал районную библиотеку, ходатайствовал об открытии школы и ветеринарного пункта.

## Семья и потомки
Жена Подъячева (урожд. Титова) Мария Степановна (ЦИАМ, метрическое свидетельство о браке, сент. 1900 г.; ф. 203, оп. 780, д. 2239, л. 146об.) , сыновья: Семён Семёнович (старший), Анатолий Семёнович, Иван Семёнович. И внук - Юрий Иванович. 
Подъячев не умел придавать пережитому им лично художественно завершённую форму со сквозными линиями действия, но он с захватывающей наглядностью изображал отдельные сцены. Послереволюционная проза Подъячева приобрела агитационный характер.

## Память
В честь Семёна Павловича названы улицы в Дмитрове, Яхроме. Его родное село было переименовано в Подъячево.

## Сочинения
- Мытарства, 1903
- По этапу, 1905
- Среди рабочих, 1905
- Забытые, 1914
- На спокое, 1918
- На грани. Рассказы. М.: Новая деревня, 1922
- Жизнь мужицкая, 1923
- Деревня, 1929
- Моя жизнь, 1930—31
- Собрание сочинений. В 6-ти тт., 1911—14
- Полное собрание сочинений. В 11-ти тт., 1927—30